# Geraecormobius granulosus
Geraecormobius granulosus is een hooiwagen uit de familie Gonyleptidae.